# Famille de Thonel d'Orgeix
La famille de Thonel d'Orgeix, anciennement Thonel, est une famille subsistante de la noblesse française, originaire de l'Ariège.

## Histoire
En 1642, le seigneur d'Orgeix, un certain Olivier Serda, fit don de la seigneurie d’Orgeix au neveu de son beau-frère, nommé Arnaud Thonel. Ses descendants prirent le nom de Thonel d'Orgeix. Joseph de Thonel, seigneur d'Orgeix, co-seigneur d'Orlu, fils de Jean de Thonel et de Marguerite de Fornier, époux de Dorothée de Prétiane de Fonfrède, fille de Pierre de Prétiane, seigneur de Vaichis et de Marie de Négré, obtint des lettres de noblesse à lui accordées par le roi en 1711. Au XVIIIe siècle, la famille possédait aussi les villages voisins d'Orlu, de Vaychis, de Tignac et de Benagues.
Jean François Joseph de Thonel d'Orgeix a été titré marquis en 1817 sous le règne du roi Louis XVIII.
Le château d'Orgeix appartient toujours à la famille. 

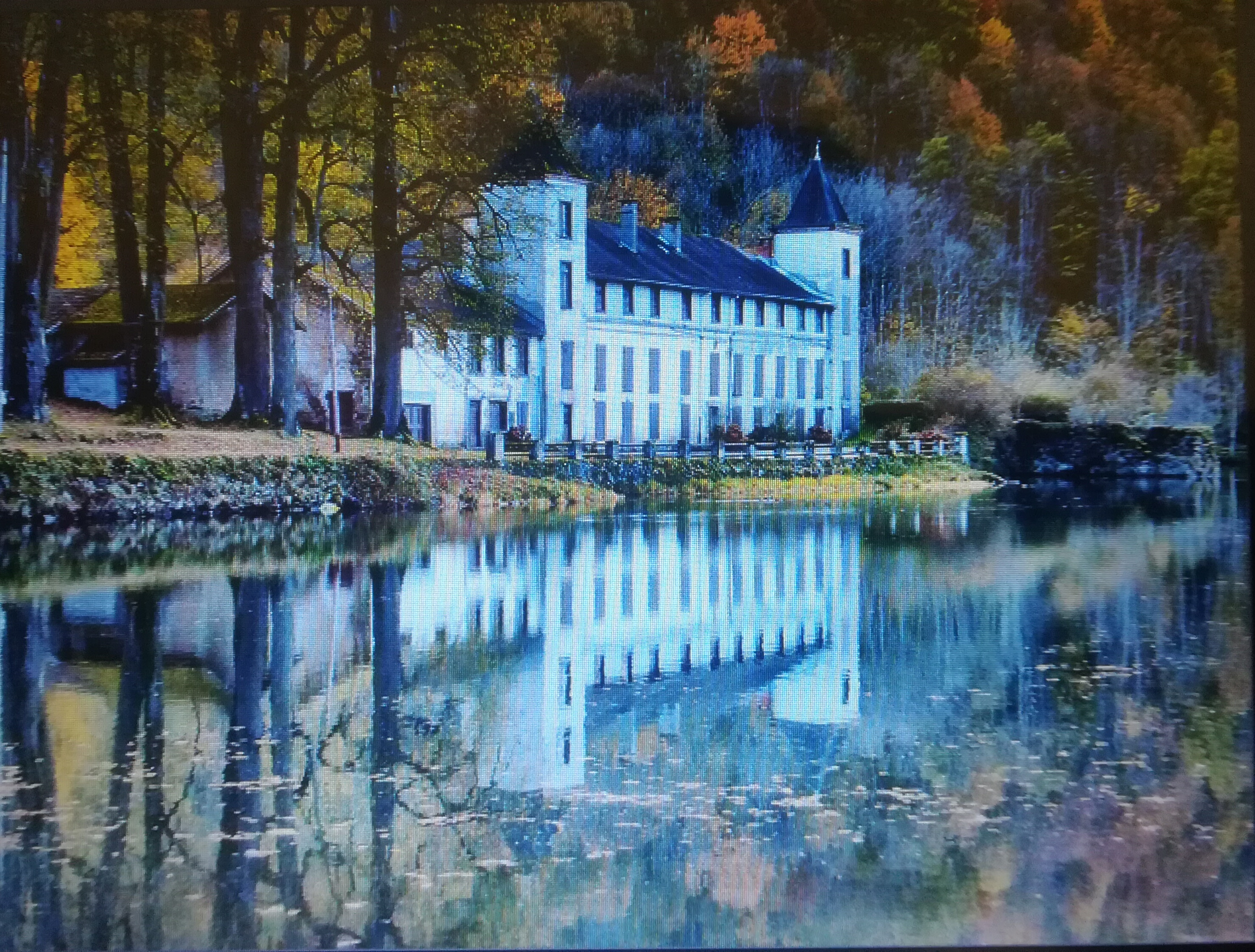
Le château d'Orgeix

## Filiation
- Arnaud Thonel reçoit en 1642 la seigneurie d'Orgeix

(...)
- Joseph Alexandre de Thonel d'Orgeix (1738-1799) a assisté en 1789 à l'assemblée générale de la noblesse à Pamiers, à l'aube de la Révolution. Il eut pour fils :
  - Jean François Joseph de Thonel d'Orgeix (1783-1856), titré marquis en 1817. Maitre de forges, maire d'Orlu, et conseiller général du canton d'Ax-les-Thermes de 1833 à 1848, dont :
    - Alexandre Marie Joseph de Thonel d'Orgeix (1811-1887), 2e marquis d'Orgeix, dont :
      - Charles François de Thonel d'Orgeix (1846-1910), officier de cavalerie français et chevalier de la Légion d'honneur, conseiller général radical du canton d'Ax-les-Thermes en 1891, dont :
        - François Marie Emmanuel de Thonel d'Orgeix (1882-1964), capitaine de hussards, dont :
          - Jean-François de Thonel d'Orgeix (1921-2006), acteur et cavalier, médaillé de bronze aux jeux olympiques de 1948 à Londres en saut d'obstacles, dont :
            - Jehan de Thonel d'Orgeix (1965- ), pilote de vitesse moto.

        - Emmanuel de Thonel d'Orgeix (1884-1944), dont postérité ;
        - Henri de Thonel d'Orgeix (1891-1959), dont :
          - Christian de Thonel d'Orgeix (1927-2019), peintre et sculpteur proche du surréalisme.

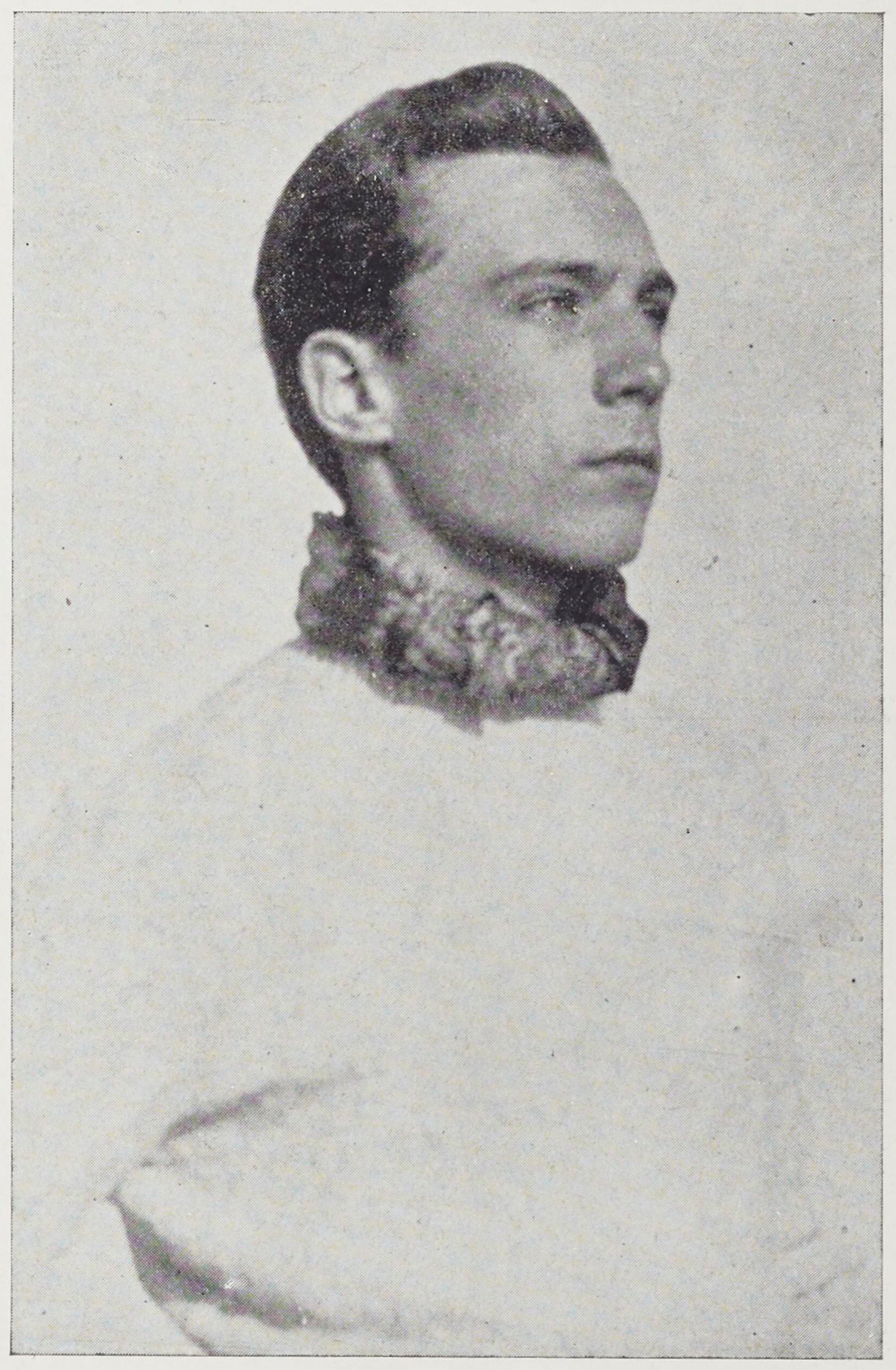
Jean-François de Thonel d'Orgeix

## Possession
- Château d'Orgeix

## Armes
- Armes : D'azur, à trois épis d'orge posés en pal, accostés de deux tours d'argent, sommées de trois tourelles du même, crénelées, maçonnées et ajourées de sable[2]
- Devise : Semper fidelis (toujours fidèle)